# Крутеньківська сільська рада (Хотинський район)
Крутеньківська сільська́ ра́да — адміністративно-територіальна одиниця та орган місцевого самоврядування в Хотинському районі Чернівецької області. Адміністративний центр — село Крутеньки.

## Загальні відомості
- Населення ради: 1 070 осіб (станом на 2001 рік)

## Населені пункти
Сільській раді були підпорядковані населені пункти:
- с. Крутеньки

## Склад ради
Рада складалася з 16 депутатів та голови.
- Голова ради: Стрижиборода Віктор Миколайович
- Секретар ради: Стрижиборода Олена Іванівна

### Керівний склад попередніх скликань
| Прізвище, ім'я, по батькові     | Основні відомості                                                                     | Дата обрання | Дата звільнення |
| ------------------------------- | ------------------------------------------------------------------------------------- | ------------ | --------------- |
| Ткач Анатолій Миколайович       | Сільський голова, 1952 року народження, безпартійний                                  | 26.03.2006   | 01.02.2008      |
| Стрижиборода Віктор Михайлович  | Сільський голова, 1957 року народження, член Всеукраїнського об'єднання «Батьківщина» | 01.06.2008   | 01.02.2008      |
| Стрижиборода Віктор Миколайович | Сільський голова, 1957 року народження, освіта середня спеціальна, безпартійний       | 31.10.2010   |                 |

Примітка: таблиця складена за даними сайту Верховної Ради України

### Депутати
За результатами місцевих виборів 2010 року депутатами ради стали:

#### За суб'єктами висування
| Суб'єкт висування               | Кількість обраних депутатів | %    |
| ------------------------------- | --------------------------- | ---- |
| Самовисування                   | 8                           | 50   |
| Партія регіонів                 | 5                           | 31,3 |
| Політична партія «Наша Україна» | 3                           | 18,8 |

#### За округами
| № округу                        | Прізвище, ім'я, по батькові   | Дата визнання обраним | Освіта             | Партійна приналежність | Відомості про обраного депутата                                  |
| ------------------------------- | ----------------------------- | --------------------- | ------------------ | ---------------------- | ---------------------------------------------------------------- |
| Партія регіонів                 |                               |                       |                    |                        |                                                                  |
| 1                               | Харюк Віктор Іванович         | 31.10.2010            | середня спеціальна | позапартійний          | Хотинське лісництво, лісник                                      |
| 3                               | Гасюк Алла Артемівна          | 31.10.2010            | вища               | член Партії регіонів   | Крутеньківська загальноосвітня школа І-ІІ ст., вчитель           |
| 4                               | Обершт Василь Миколайович     | 31.10.2010            | середня            | член Партії регіонів   | Крутеньківська загальноосвітня школа І-ІІ ст., оператор котельні |
| 14                              | Мальчик Іван Васильович       | 31.10.2010            | середня спеціальна | член Партії регіонів   | Крутеньківська загальноосвітня школа І-ІІ ст., оператор котельні |
| 15                              | Герман Василь Іванович        | 31.10.2010            | середня спеціальна | позапартійний          | тимчасово не працює                                              |
| Політична партія «Наша Україна» |                               |                       |                    |                        |                                                                  |
| 6                               | Марко Василь Іванович         | 31.10.2010            | вища               | позапартійний          | Крутеньківська загальноосвітня школа І-ІІ ст., вчитель           |
| 7                               | Скрипник Валентин Михайлович  | 31.10.2010            | середня спеціальна | позапартійний          | тимчасово не працює                                              |
| 8                               | Кукурузяк Тамара Петрівна     | 31.10.2010            | середня спеціальна | позапартійна           | Крутеньківська загальноосвітня школа І-ІІ ст., вчитель           |
| Самовисування                   |                               |                       |                    |                        |                                                                  |
| 2                               | Стрижиборода Олена Іванівна   | 31.10.2010            | середня спеціальна | позапартійна           | Крутеньківська сільська рада, секретар                           |
| 5                               | Кушнір Валерій Вікторович     | 31.10.2010            | середня спеціальна | позапартійний          | тимчасово не працює                                              |
| 9                               | Герман Любов Михайлівна       | 31.10.2010            | середня спеціальна | позапартійна           | Крутеньківська сільська рада, техпрацівник                       |
| 10                              | Цепинюк Оксана Олександрівна  | 31.10.2010            | середня спеціальна | позапартійна           | Крутеньківська сільська рада, інженер-землевпорядник             |
| 11                              | Скакун Микола Іванович        | 31.10.2010            | середня            | позапартійний          | тимчасово не працює                                              |
| 12                              | Дробко Володимир Миколайович  | 31.10.2010            | середня спеціальна | позапартійний          | Данк. дільнична ветлікарня, ветеринар                            |
| 13                              | Ставчанський Павло Васильович | 31.10.2010            | вища               | позапартійний          | Крутеньківська сільська рада, головний бухгалтер                 |
| 16                              | Шевчук Людмила Василівна      | 31.10.2010            | середня спеціальна | позапартійна           | тимчасово не працює                                              |